# Стерлинг, Рахим
Рахи́м Шакил Сте́рлинг (англ. Raheem Shaquille Sterling; 8 декабря 1994, Кингстон) — английский футболист, атакующий полузащитник английского клуба «Челси».

## Биография
Рахим родился на окраинах столицы Ямайки — Кингстона. В таких районах даже обычные прогулки превращались в опасное приключение, а дом Рахима располагался напротив наркопритона. Когда Рахиму было 2 года, его отец был застрелен. Возможно, Стерлинг так бы никогда и не заиграл в футбол, однако его мать получает приглашение на работу в Лондон и, не задумываясь, переезжает в столицу Великобритании, забирая с собой четырёх детей. Здесь Стерлинги поселяются в неблагополучном районе Сейнт-Рафаэль.
Юный Рахим не отличался воспитанностью и считался проблемным ребёнком. В возрасте 11 лет Стерлинг попадает в коррекционную школу Лондона и именно здесь впервые начинает играть в футбол. На местной площадке свои встречи проводила одна из команд воскресной школы, и Рахим тоже напрашивался в игру, где здорово разделывался с взрослыми мужчинами.
Долгое время встречался с одной из своих поклонниц Мелиссой Кларк, которая 28 июня 2012 года родила ему дочь Мелоди Роуз Стерлинг. Имя дочери вытатуировано на плече Стерлинга.
Стерлинг состоит в отношениях с Пейдж Милиан. Пара рассталась в 2012 году, но в 2015 снова сошлась. В 2018 году Милиан и Стерлинг обручились. У пары двое сыновей — Тьяго (род. январь 2017) и Тай-Круз (род. январь 2019).

## Карьера
Стерлинг присоединился к Академии «Куинз Парк Рейнджерс» в возрасте десяти лет. В октябре 2009 года в возрасте 14 лет он дебютировал за команду U-18 и отметился в этом матче голом.
Рахим стал самым молодым игроком в истории, сыгравшим за основной состав команды Футбольной лиги, когда дебютировал в составе «Куинз Парк Рейнджерс» вскоре после того, как ему исполнилось пятнадцать лет. К тому моменту он уже успел дебютировать в юношеской сборной Англии среди игроков не старше 16 лет, а также был основным игроком команды Академии КПР.
Ещё осенью 2009 года им, по слухам, интересовалось множество топ-клубов Англии — «Ливерпуль», «Арсенал», «Манчестер Юнайтед», «Манчестер Сити» и другие, но в конечном итоге он перешёл в состав мерсисайдского клуба, присоединившись к Академии «Ливерпуля» в Кёрби. 27 февраля 2010 года об этом было объявлено официально.

### «Ливерпуль»
Рахим Стерлинг дебютировал в «Ливерпуле» 24 марта 2012 года, выйдя на замену в домашнем матче против «Уиган Атлетик». В возрасте 17 лет и 107 дней вингер стал одним из самых молодых игроков первой команды в истории клуба.
Свой первый гол забил в товарищеском матче против «Байера» 12 августа. К октябрю он закрепился в основе первой команды. Свой первый гол в АПЛ Рахим забил 20 октября 2012 года в матче против «Рединга». Благодаря этому «Ливерпуль» выиграл свой важный матч, а Стерлинг стал вторым молодым игроком после Майкла Оуэна, забивавшим за «Ливерпуль» в АПЛ.
28 октября 2012 год в матче с «Эвертоном» Рахим Стерлинг стал самым молодым игроком, который принимал участие в ливерпульском дерби.
21 декабря 2012 года подписал новый контракт с клубом.
2 января 2013 года в матче с «Сандерлендом» записал на свой счет второй гол в английской Премьер-лиге. Этот гол оказался победным, позволив «Ливерпулю» одержать победу со счётом 3:0.
8 февраля 2014 года на «Энфилде» в матче с «Арсеналом» оформил дубль. «Ливерпуль» победил со счетом 5:1.

### «Манчестер Сити»
14 июля 2015 года «Манчестер Сити» официально объявил о подписании пятилетнего контракта c футболистом. Его зарплата в клубе составила 200 тысяч фунтов в неделю. «Ливерпулю» было выплачено 49 миллионов.

### «Челси»
13 июля 2022 года Стерлинг подписал контракт с «Челси» сроком на пять лет за сумму в 47,5 миллиона фунтов стерлингов. 6 августа он дебютировал за клуб в выездной победе со счётом 1:0 против «Эвертона». 27 августа Стерлинг забил свои первые голы за клуб, оформив дубль в победе 2:1 над «Лестером», а затем добавил ещё один гол в следующем матче против «Саутгемптона», который завершился поражением 1:2.  14 сентября он забил свой первый гол в Лиге чемпионов сезона под руководством недавно назначенного тренера Грэма Поттера в домашней ничьей 1:1 против «РБ Зальцбург».
7 марта 2023 года Стерлинг забил гол в матче против «Боруссии Дортмунд» во втором матче 1/8 финала Лиги чемпионов, где «Челси» победил со счётом 2:0 и вышел в четвертьфинал. 13 мая он оформил дубль в домашней ничьей 2:2 против «Ноттингем Форест».
25 августа 2023 года Стерлинг забил свой первый гол в сезоне 2023–24 и оформил дубль во втором тайме против «Лутона», матч завершился победой «Челси» со счётом 3:0.
В конце августа 2024 года будущее Стерлинга в клубе оказалось под вопросом, когда новый тренер Энцо Мареска ясно дал понять, что не рассчитывает на игрока. «Я поговорил с Рахимом... Я сказал, что ему будет сложно получать игровое время в нашей команде».

### Аренда в «Арсенал»
30 августа 2024 года Стерлинг присоединился к «Арсеналу» на правах аренды на сезон 2024/25. Стерлинг впервые вышел в стартовом составе клуба 25 сентября и забил четвёртый гол в победе со счётом 5:1 над «Болтон Уондерерс» в третьем раунде Кубка Английской футбольной лиги.

### Сборная Англии
В ноябре 2009 года Рахим дебютировал в составе сборной Англии до 16 лет в матче против Северной Ирландии. В 2011 году принял участие в чемпионате мира до 17 лет. Осенью 2012 года дебютировал в молодёжной сборной Англии и был впервые вызван в первую сборную, проведя на скамье запасных матч против Украины. Рахим Стерлинг дебютировал за сборную Англии в возрасте 17 лет и 341 дня, выйдя в стартовом составе на товарищеский матч против сборной Швеции, и стал пятым самым молодым игроком в истории сборной.
В квалификационном матче с Чехией на чемпионат Европы Рахим Стерлинг сделал хет-трик.

## Достижения

### Командные достижения
«Манчестер Сити»
- Чемпион Англии (4): 2017/18, 2018/19, 2020/21, 2021/22
- Обладатель Кубка Англии: 2018/19
- Обладатель Кубка Английской футбольной лиги (5): 2015/16, 2017/18, 2018/19, 2019/20, 2020/21
- Обладатель Суперкубка Англии: 2019
- Финалист Лиги чемпионов УЕФА: 2020/21

Сборная Англии
- Серебряный призёр Чемпионата Европы: 2020

### Личные достижения
- Обладатель премии Golden Boy: 2014
- Игрок месяца английской Премьер-лиги (2): август 2016, ноябрь 2018
- Молодой игрок года по версии ПФА: 2019
- Футболист года по версии АФЖ: 2019
- Молодой игрок года по версии ПФА: 2018/19
- Член «команды года» в Премьер-лиге по версии ПФА: 2018/19
- Член символической сборной Евро-2020[29]

### Статистика выступлений
| Клуб             | Сезон            | Чемпионат | Чемпионат | Чемпионат | Кубок/Суперкубок | Кубок/Суперкубок | Кубок/Суперкубок | Кубок Лиги | Кубок Лиги | Кубок Лиги | Еврокубки | Еврокубки | Еврокубки | Итого | Итого | Итого |
| Клуб             | Сезон            | Игры      | Голы      | Пасы      | Игры             | Голы             | Пасы             | Игры       | Голы       | Пасы       | Игры      | Голы      | Пасы      | Игры  | Голы  | Пасы  |
| ---------------- | ---------------- | --------- | --------- | --------- | ---------------- | ---------------- | ---------------- | ---------- | ---------- | ---------- | --------- | --------- | --------- | ----- | ----- | ----- |
| Ливерпуль        | 2011/2012        | 3         | 0         | 0         | 0                | 0                | 0                | 0          | 0          | 0          | 0         | 0         | 0         | 3     | 0     | 0     |
| Ливерпуль        | 2012/2013        | 24        | 2         | 5         | 1                | 0                | 0                | 1          | 0          | 0          | 10        | 0         | 0         | 36    | 2     | 5     |
| Ливерпуль        | 2013/2014        | 33        | 9         | 7         | 3                | 0                | 0                | 2          | 1          | 0          | 0         | 0         | 0         | 38    | 10    | 7     |
| Ливерпуль        | 2014/2015        | 35        | 7         | 9         | 5                | 1                | 0                | 4          | 3          | 0          | 8         | 0         | 1         | 52    | 11    | 10    |
| Ливерпуль        | Итого            | 95        | 18        | 21        | 9                | 1                | 0                | 7          | 4          | 0          | 18        | 0         | 1         | 129   | 23    | 22    |
| Манчестер Сити   | 2015/2016        | 31        | 6         | 2         | 2                | 1                | 2                | 4          | 1          | 4          | 10        | 3         | 2         | 47    | 11    | 10    |
| Манчестер Сити   | 2016/2017        | 33        | 7         | 11        | 5                | 1                | 4                | 1          | 0          | 0          | 9         | 2         | 6         | 48    | 10    | 21    |
| Манчестер Сити   | 2017/2018        | 33        | 18        | 15        | 2                | 1                | 0                | 3          | 0          | 1          | 8         | 4         | 2         | 46    | 23    | 17    |
| Манчестер Сити   | 2018/2019        | 34        | 17        | 13        | 2                | 1                | 1                | 3          | 0          | 1          | 10        | 5         | 3         | 49    | 23    | 18    |
| Манчестер Сити   | 2019/2020        | 33        | 20        | 4         | 6                | 4                | 1                | 5          | 3          | 1          | 9         | 6         | 5         | 53    | 33    | 11    |
| Манчестер Сити   | 2020/2021        | 31        | 10        | 8         | 3                | 1                | 0                | 4          | 2          | 1          | 11        | 1         | 3         | 49    | 14    | 12    |
| Манчестер Сити   | 2021/2022        | 30        | 13        | 6         | 3                | 1                | 0                | 2          | 0          | 1          | 12        | 3         | 2         | 47    | 17    | 9     |
| Манчестер Сити   | Итого            | 225       | 91        | 59        | 23               | 10               | 8                | 22         | 6          | 9          | 69        | 24        | 23        | 339   | 131   | 99    |
| Челси            | 2022/2023        | 28        | 6         | 3         | 0                | 0                | 0                | 1          | 0          | 0          | 9         | 3         | 1         | 38    | 9     | 4     |
| Челси            | 2023/2024        | 31        | 8         | 4         | 6                | 1                | 3                | 6          | 1          | 1          | 0         | 0         | 0         | 43    | 10    | 8     |
| Челси            | Итого            | 59        | 14        | 7         | 6                | 1                | 3                | 7          | 1          | 1          | 9         | 3         | 1         | 81    | 19    | 12    |
| Арсенал          | 2024/2025        | 17        | 0         | 2         | 1                | 0                | 0                | 4          | 1          | 1          | 6         | 0         | 2         | 28    | 1     | 5     |
| Арсенал          | Итого            | 17        | 0         | 2         | 1                | 0                | 0                | 4          | 1          | 1          | 6         | 0         | 2         | 28    | 1     | 5     |
| Всего за карьеру | Всего за карьеру | 396       | 123       | 89        | 39               | 12               | 11               | 40         | 12         | 11         | 102       | 27        | 27        | 577   | 174   | 138   |

| Матчи Рахима Стерлинга за сборную Англии | Матчи Рахима Стерлинга за сборную Англии | Матчи Рахима Стерлинга за сборную Англии | Матчи Рахима Стерлинга за сборную Англии | Матчи Рахима Стерлинга за сборную Англии | Матчи Рахима Стерлинга за сборную Англии | Матчи Рахима Стерлинга за сборную Англии |
| №                                        | Дата                                     | Оппонент                                 | Счёт                                     | Голы                                     | Соревнование                             |                                          |
| ---------------------------------------- | ---------------------------------------- | ---------------------------------------- | ---------------------------------------- | ---------------------------------------- | ---------------------------------------- | ---------------------------------------- |
| 1                                        | 14 ноября 2012                           | Швеция                                   | 2:4                                      | -                                        | Товарищеский матч                        |                                          |
| 2                                        | 5 марта 2014                             | Дания                                    | 1:0                                      | -                                        | Товарищеский матч                        |                                          |
| 3                                        | 30 мая 2014                              | Перу                                     | 3:0                                      | -                                        | Товарищеский матч                        |                                          |
| 4                                        | 4 июня 2014                              | Эквадор                                  | 2:2                                      | -                                        | Товарищеский матч                        |                                          |
| 5                                        | 14 июня 2014                             | Италия                                   | 1:2                                      | -                                        | ЧМ-2014. Групповая стадия                |                                          |
| 6                                        | 19 июня 2014                             | Уругвай                                  | 1:2                                      | -                                        | ЧМ-2014. Групповая стадия                |                                          |
| 7                                        | 24 июня 2014                             | Коста-Рика                               | 0:0                                      | -                                        | ЧМ-2014. Групповая стадия                |                                          |
| 8                                        | 3 сентября 2014                          | Норвегия                                 | 1:0                                      | -                                        | Товарищеский матч                        |                                          |
| 9                                        | 8 сентября 2014                          | Швейцария                                | 2:0                                      | -                                        | Отборочный матч ЧЕ-2016                  |                                          |
| 10                                       | 9 октября 2014                           | Сан-Марино                               | 5:0                                      | -                                        | Отборочный матч ЧЕ-2016                  |                                          |
| 11                                       | 12 октября 2014                          | Эстония                                  | 1:0                                      | -                                        | Отборочный матч ЧЕ-2016                  |                                          |
| 12                                       | 15 ноября 2014                           | Словения                                 | 3:1                                      | -                                        | Отборочный матч ЧЕ-2016                  |                                          |
| 13                                       | 18 ноября 2014                           | Шотландия                                | 3:1                                      | -                                        | Товарищеский матч                        |                                          |
| 14                                       | 27 марта 2015                            | Литва                                    | 4:0                                      | 1                                        | Отборочный матч ЧЕ-2016                  |                                          |
| 15                                       | 7 июня 2015                              | Ирландия                                 | 0:0                                      | -                                        | Товарищеский матч                        |                                          |
| 16                                       | 14 июня 2015                             | Словения                                 | 3:2                                      | -                                        | Отборочный матч ЧЕ-2016                  |                                          |
| 17                                       | 8 сентября 2015                          | Швейцария                                | 2:0                                      | -                                        | Отборочный матч ЧЕ-2016                  |                                          |
| 18                                       | 9 октября 2015                           | Эстония                                  | 2:0                                      | 1                                        | Отборочный матч ЧЕ-2016                  |                                          |
| 19                                       | 13 ноября 2015                           | Испания                                  | 0:2                                      | -                                        | Товарищеский матч                        |                                          |
| 20                                       | 17 ноября 2015                           | Франция                                  | 2:0                                      | -                                        | Товарищеский матч                        |                                          |
| 21                                       | 22 мая 2016                              | Турция                                   | 2:1                                      | -                                        | Товарищеский матч                        |                                          |
| 22                                       | 27 мая 2016                              | Австралия                                | 2:1                                      | -                                        | Товарищеский матч                        |                                          |
| 23                                       | 2 июня 2016                              | Португалия                               | 1:0                                      | -                                        | Товарищеский матч                        |                                          |
| 24                                       | 11 июня 2016                             | Россия                                   | 1:1                                      | -                                        | ЧЕ-2016. Групповая стадия                |                                          |
| 25                                       | 16 июня 2016                             | Уэльс                                    | 2:1                                      | -                                        | ЧЕ-2016. Групповая стадия                |                                          |
| 26                                       | 27 июня 2016                             | Исландия                                 | 1:2                                      | -                                        | ЧЕ-2016. 1/8 финала                      |                                          |
| 27                                       | 4 сентября 2016                          | Словакия                                 | 1:0                                      | -                                        | Отборочный матч ЧМ-2018                  |                                          |
| 28                                       | 11 ноября 2016                           | Шотландия                                | 3:0                                      | -                                        | Отборочный матч ЧМ-2018                  |                                          |
| 29                                       | 15 ноября 2016                           | Испания                                  | 2:2                                      | -                                        | Товарищеский матч                        |                                          |
| 30                                       | 26 марта 2017                            | Литва                                    | 2:0                                      | -                                        | Отборочный матч ЧМ-2018                  |                                          |
| 31                                       | 10 июня 2017                             | Шотландия                                | 2:2                                      | -                                        | Отборочный матч ЧМ-2018                  |                                          |
| 32                                       | 13 июня 2017                             | Франция                                  | 2:3                                      | -                                        | Товарищеский матч                        |                                          |
| 33                                       | 1 сентября 2017                          | Мальта                                   | 4:0                                      | -                                        | Отборочный матч ЧМ-2018                  |                                          |
| 34                                       | 4 сентября 2017                          | Словакия                                 | 2:1                                      | -                                        | Отборочный матч ЧМ-2018                  |                                          |
| 35                                       | 5 октября 2017                           | Словения                                 | 1:0                                      | -                                        | Отборочный матч ЧМ-2018                  |                                          |
| 36                                       | 23 марта 2018                            | Нидерланды                               | 1:0                                      | -                                        | Товарищеский матч                        |                                          |
| 37                                       | 27 марта 2018                            | Италия                                   | 0:1                                      | -                                        | Товарищеский матч                        |                                          |
| 38                                       | 2 июня 2018                              | Нигерия                                  | 2:1                                      | -                                        | Товарищеский матч                        |                                          |
| 39                                       | 18 июня 2018                             | Тунис                                    | 2:1                                      | -                                        | ЧМ-2018. Групповая стадия                |                                          |
| 40                                       | 24 июня 2018                             | Панама                                   | 6:1                                      | -                                        | ЧМ-2018. Групповая стадия                |                                          |
| 41                                       | 3 июля 2018                              | Колумбия                                 | 1:1 (пен. 4:3)                           | -                                        | ЧМ-2018. 1/8 финала                      |                                          |
| 42                                       | 7 июля 2018                              | Швеция                                   | 2:0                                      | -                                        | ЧМ-2018. 1/4 финала                      |                                          |
| 43                                       | 11 июля 2018                             | Хорватия                                 | 1:2                                      | -                                        | ЧМ-2018. 1/2 финала                      |                                          |
| 44                                       | 14 июля 2018                             | Бельгия                                  | 0:2                                      | -                                        | ЧМ-2018. Матч за 3-е место               |                                          |
| 45                                       | 12 октября 2018                          | Хорватия                                 | 0:0                                      | -                                        | Лига наций (А)                           |                                          |
| 46                                       | 15 октября 2018                          | Испания                                  | 3:2                                      | 2                                        | Лига наций (А)                           |                                          |
| 47                                       | 18 ноября 2018                           | Хорватия                                 | 2:1                                      | -                                        | Лига наций (А)                           |                                          |

Итого: 47 матчей / 4 мяча; 30 побед, 9 ничьих, 8 поражений.